# Пилат, Станислав
Станислав Пилят (7 сентября 1802, Красноставе — 13 августа 1866, Немиров) — австрийский польский писатель
, педагог, культурный деятель.

## Биография
Был сыном Юзефа Пилата (в церковном акте фамилия записана как Piłat, а не Pilat) и Виктории Весёловской. Учился во Львове на рубеже 20-30 годов XIX века. В то время осуществлял свои первые литературные пробы, участвовал в студенческих кружках, переводил произведения Адама Мицкевича («Дзяды», «Ода Молодости») на немецком языке, но эти переводы не сохранились. Тогда же познакомился с будущим поэтом Винцентом Полем.
Участвовал в Ноябрьском восстании. Попал в русский плен и был вынужден отбыть принудительную службу в российской армии (1832—1835). В 1835 году смог покинуть эту службу. Впоследствии устроился на работу домашним учителем у Владислава Сангушко. В 1848 году вошел в состав Рады Народовой во Львове.
В июле 1849 года защитил звание доктора философии в Ягеллонском университете. В 1850 году открыл частное учебное заведение для мальчиков, вскоре получившее хорошую репутацию и ставшее его главным делом до конца жизни. Кроме этого занимался общественной и культурной деятельностью: состоял членом фермерского общества, городского совета, каждую субботу устраивал у себя дома литературные вечера.
Был автором исторических драм, литературоведческих статей, литературных и театральных рецензий. Публиковался в изданиях «Dziennik Literacki», «Kółko Rodzinne», «Nowiny», «Czas», «Tygodnik Naukowy». В журналах помещал исследования по грамматике и лингвистике и критические очерки; отдельно издал трагедию в стихах «Strusiowie» (Львов, 1841) и историческую драму «Zofija Morsztynòwna» (1851). 
Был дважды женат, имел четырёх детей.